# Ci vuole un business
(Alcuni versi della canzone)
Ci vuole un business è un brano musicale composto ed interpretato dal cantautore italiano Fabrizio Moro, è il quarto singolo pubblicato dal cantautore ed è uscito nel 2005, è stato inserito nell'album Ognuno ha quel che si merita.
Il brano, è stato utilizzato dalla Croce Rossa Italiana per le proprie campagne sociali.